# Сравнение стандартов боснийского, сербского и хорватского языков
Стандартные сербский, хорватский и боснийский языки являются национальными вариантами и официальными регистрами плюрицентрического сербохорватского языка.

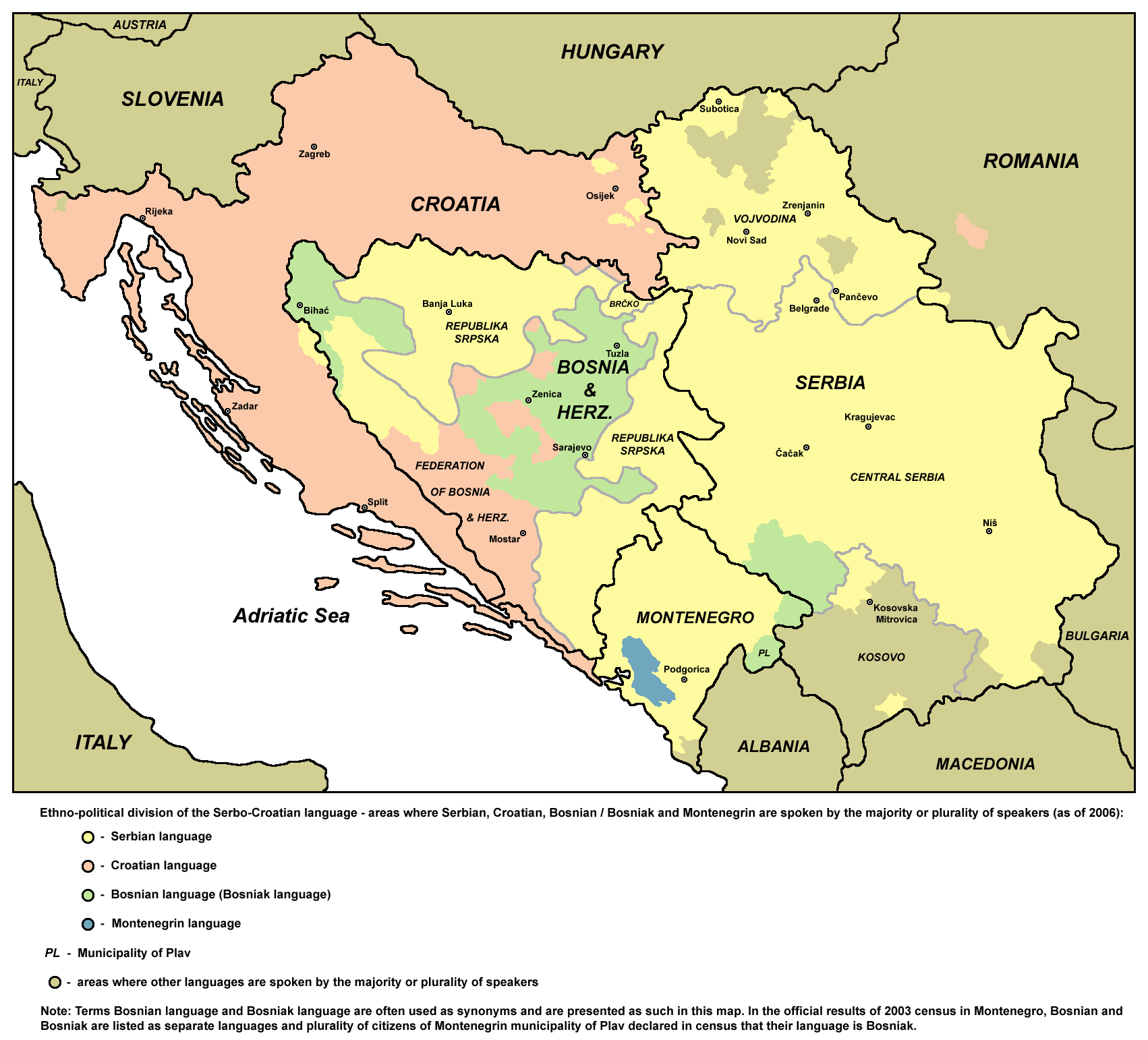
Области распространения сербского, хорватского и боснийского языков по состоянию на 2006 год

## История
Власти социалистической Югославии утверждали, что сербохорватский язык — это единый язык с двумя литературными вариантами. Восточный вариант этого языка использовался в Сербии, Черногории и Боснии и Герцеговине, независимо от национальной принадлежности жителей региона и допускал как экавский, так и иекавский тип произношения. Западный вариант использовался населением Хорватии и допускал только иекавский тип. Хотя в начале 60-х годов XX века хорватская интеллигенция стала использовать существовавшие до создания Югославии термины «хорватский литературный язык» и «хорватский или сербский язык», в целом язык рассматривался как единый, а региональные различия считались не разделяющими, а обогащающими факторами. Готовность югославского правительства воспринимать языковое разнообразие отражалось также в том, что у федерации было три официальных языка: сербохорватский, словенский и македонский. Попыток ассимилировать эти языки с сербохорватским не предпринималось.
После распада югославской федерации новые независимые государства стали использовать язык как политический инструмент, подчёркивающий национальную идентичность. В разных республиках для этих целей использовались разные средства. Самобытность хорватского языка утверждалась внедрением большого числа неологизмов. В боснийском языке стали чаще употребляться турцизмы. В районах с преимущественно сербским населением привилегированный статус получила кириллица. Самостоятельный боснийский литературный язык получил толчок к развитию после провозглашения независимости Боснии и Герцеговины в 1992 году. Вопрос о формировании литературного черногорского языка впервые был поднят в 90-х годах XX века.
В сербском и боснийском языках легче приживаются заимствованные слова, особенно турцизмы и германизмы. В то же время языковая политика Хорватии отличается пуризмом и поощряет обогащение словаря за счёт неологизмов или возрождения забытых архаизмов. Такая политика находит немало критиков как внутри Хорватии, так и за её пределами.

## Письменность

### Алфавиты
Хотя теоретически во всех вариантах языка может использоваться одинаковая письменность, на практике имеются существенные различия.
- В сербском языке допустимо использование обеих систем. При этом кириллица является официальной письменностью делопроизводства в Сербии и Республике Сербской, а латиница остаётся более распространённой в СМИ и в Интернете.
- В боснийском и черногорском латиница и кириллица равноправны. При этом боснийский использует преимущественно латиницу, а в черногорской кириллице используются несколько букв, не встречающихся в сербской. Сторонники самостоятельности черногорского языка предпочитают латиницу, особенно в приморской части страны.
- В хорватском языке используется только латинский алфавит.

### Фонемы
Во всех стандартных языках существует 30 стабильных фонем, каждой из которых соответствует одна буква алфавита.
Некоторые лингвисты считают, что отдельной фонемой является исторический ять, передаваемый буквосочетаниями /je/ и /ije/. Другие же считают, что на месте ятя существует две фонемы: долгая и краткая. Хорватские учёные разработали несколько вариантов языковой реформы, которая бы отразила на письме различия между ними, но реальных попыток воплотить в жизнь эти концепции не предпринималось.
В черногорский стандарт были введены две новые буквы: Ś и Ź, соответствующие мягким звукам [ɕ] и [ʑ]. Они заменяют диграфы /sj/ и /zj/. Критики обращают внимание, что звуки [ɕ] и [ʑ] скорее являются аллофонами звукосочетаний /sj/ и /zj/, и, следовательно, не должны отображаться отдельными буквами. К тому же, они встречаются не только в черногорских, но и в герцеговинских и далматинских диалектах сербского языка.
В большинстве сербских диалектов фонема /x/ заменяется в отдельных словах фонемой /j/ или /v/ либо же вообще опускается. В парах типа snaja — snaha и hajde — ajde допустимы оба варианта. Однако в большинстве слов, особенно в словах иностранного происхождения, написание и произношение /h/ является обязательным.
В отдельных регионах Сербии, Хорватии и Боснии (особенно в Хорватии) в речи носителей совпадают звуки, обозначаемые буквами /č/ и /ć/. В стандартном языке /č/ передаёт звук [tʃ], а /ć/ — [tɕ], однако некоторые носители в обоих случаях произносят [tʃ]. Аналогичное явление имеет место в паре /dž/ и /đ/, которые в речи некоторых носителей передаются одним и тем же звуком [dʒ]. Однако такое слияние фонем не считается литературной нормой.

### Орфография
Иностранные имена в сербском и боснийском языках, как правило, транскрибируются, а в хорватском записываются так же, как в языке-источнике. Второй вариант также допустим в сербском языке.
Если глагол в предложении стоит в будущем времени, а подлежащее при этом опущено, частица «ću» помещается после смыслового глагола. При этом в хорватском и боснийском глагол с частицей пишутся раздельно, а в сербском — слитно.
- «Uradit ću to.» (боснийский и хорватский)
- «Uradiću to.» (сербский) (можно писать: Uradit' ću to)

Несмотря на различия в написании, эти конструкции произносятся одинаково.

## Грамматика

### Тоны и ударения
Основой всех четырёх стандартных языков является штокавское наречие, в котором существует четыре вида музыкального ударения: нисходящее краткое ⟨ı̏⟩, восходящее краткое ⟨ì⟩; нисходящее долгое ⟨î⟩ и восходящее долгое ⟨í⟩. Заударный слог может быть кратким ⟨i⟩ или долгим ⟨ī⟩. При склонении и спряжении слов ударение может перемещаться и менять тип.
Четыре вида ударения ярко отличаются друг от друга в речи жителей Боснии и Герцеговины, западной Черногории, отдельных местностей Сербии, а также в районах Хорватии со значительным присутствием сербского населения. В некоторых регионах ударение может падать на клитики, например, в некоторых районах северной Сербии фраза u Bosni (в Боснии) произносится /ùbosni/, а не /ubȍsni/.
В речи носителей, живущих на севере Сербии, сохранились тоны, но исчезли долготы заударных гласных. Они также постепенно исчезают в штокавском наречии сербов и черногорцев. Однако сдвиг ударения на клитику в этих регионах наблюдается редко и имеет место только в при отрицании глагольной формы (ne znam = я не знаю > /nȅznām/).
В Хорватии наблюдается другая ситуация. В речи многих хорватов, особенно жителей Загреба, исчезли различия между восходящим и нисходящим тоном, хотя в стандартном хорватском языке различия тонов существуют. Считается, что на речь жителей Загреба оказывает влияние кайкавское наречие.
Несмотря на различия говоров, во всех стандартизованных языках используется неоштокавская система четырёх тоновых ударений.

### Фонетика
| Отличительная черта                                                              | Хорватский                           | Боснийский     | Сербский      | Русский    |
| -------------------------------------------------------------------------------- | ------------------------------------ | -------------- | ------------- | ---------- |
| противопоставление -u/e                                                          | burza                                | berza          | берза         | биржа      |
| противопоставление -u/e                                                          | porculan                             | porcelan       | порцелан      | фарфор     |
| противопоставление -u/i                                                          | tanjur                               | tanjir         | тањир         | тарелка    |
| противопоставление -o/u                                                          | barun                                | baron          | барон         | барон      |
| противопоставление -io/iju                                                       | milijun                              | milion         | милион        | миллион    |
| противопоставление -i/je после l/t                                               | proljev                              | proliv/proljev | пролив        | диарея     |
| противопоставление -i/je после l/t                                               | stjecaj                              | sticaj         | стицај        | стечение   |
| противопоставление -s/z                                                          | inzistirati                          | insistirati    | инсистирати   | настаивать |
| противопоставление -s/c                                                          | financije                            | finansije      | финансије     | финансы    |
| противопоставление -t/ć                                                          | plaća                                | plaća/plata    | плата         | зарплата   |
| противопоставление -t/ć                                                          | sretan                               | sretan/srećan  | срећан/сретан | счастливый |
| противопоставление -k/h                                                          | kor, хотя обычно используется 'zbor' | hor            | хор           | хор        |
| противопоставление -k/h                                                          | kirurg                               | hirurg         | хирург        | хирург     |
| противопоставление -l/-o после o                                                 | sol                                  | so             | со            | соль       |
| противопоставление -l/-o после o                                                 | vol                                  | vo             | во            | вол        |
| противопоставление -l/-o после o                                                 | kolčić                               | kočić/kolčić   | кочић         | колышек    |
| В сербском языке часто опускается или не добавляется начальное и серединное 'h': | čahura                               | čahura         | чаура         | оболочка   |
| В сербском языке часто опускается или не добавляется начальное и серединное 'h': | hrvač                                | hrvač          | рвач          | борец      |
| В сербском языке часто опускается или не добавляется начальное и серединное 'h': | hrđa                                 | hrđa           | рђа           | ржавчина   |
| В некоторых сербских словах опускается конечное 'r':                             | jučer                                | jučer          | јуче          | вчера      |
| В некоторых сербских словах опускается конечное 'r':                             | večer                                | večer          | вече          | вечер      |
| В некоторых сербских словах опускается конечное 'r':                             | također                              | također        | такође        | также      |

### Морфология
Существует три основных типа произношения (izgovori/изговори) штокавского наречия. Основное различие между ними заключается в передаче праславянской гласной ять. На примере праславянского слова dětę «дети», можно увидеть эти различия:
- dete (экавское произношение);
- dite (икавское произношение);
- dijete (иекавское произношение).

В сербском языке экавское и иекавское произношения признаны равноправными, однако в хорватском и боснийском языках нормативным считается только иекавское произношение. В Боснии и Герцеговине (независимо от языка) и в Черногории преобладает иекавское произношение.
Икавское произношение не является стандартным. Оно распространено в Далмации, Лике, Истрии, Центральной Боснии (регион между реками Врбас и Босна), в Западной Герцеговине, Боснийской Краине, Славонии и северной Бачке (Воеводине).
| Русский | Экавский | Иекавский | Икавский |
| ------- | -------- | --------- | -------- |
| ветер   | vetar    | vjetar    | vitar    |
| молоко  | mleko    | mlijeko   | mliko    |
| хотеть  | hteti    | htjeti    | htiti    |
| стрела  | strela   | strijela  | strila   |
| Но:     |          |           |          |
| стрелка | strelica | strelica  | strilica |

Некоторые хорватские лингвисты пытались объяснить эту разницу, опираясь на различия в морфологической структуре отдельных слов, и предлагали ввести понятие особой гласной фонемы, «дифтонга ять». Однако такое предложение не получило поддержки.
В редких случаях одно и то же слово в разных говорах имеет разное значение. Например слово poticati в сербском языке имеет значение происходить, брать начало, а в хорватском и боснийском — побуждать, ободрять. Сербскому poticati соответствует боснийское и хорватское слово potjecati, а боснийскому и хорватскому poticati соответствует сербское podsticati.
| Русский  | Сербский | Хорватский | Боснийский           |
| -------- | -------- | ---------- | -------------------- |
| доливать | dolivati | dolijevati | dolijevati/dolivati* |
| понос    | proliv   | proljev    | proliv/proljev       |
| залив    | zaliv    | zaljev     | zaliv                |
| влиять   | uticati  | utjecati   | utjecati/uticati     |

*Стандарт боснийского языка допускает оба варианта.
Фонема /x/, передаваемая на письме буквой h, была неустойчивой во восточноюгославских диалектах. В сербских говорах её заменяли фонемы /j/ или /v/, а в некоторых словах она вовсе исчезла. Это нашло отражение в стандарте сербского языка:
| Русский  | Сербский      | Боснийский и хорватский |
| -------- | ------------- | ----------------------- |
| ухо      | uvo/uho       | uho                     |
| муха     | muva/muha     | muha                    |
| готовить | kuvati/kuhati | kuhati                  |
| сноха    | snaja/snaha   | snaha                   |
| ржавчина | rđa/hrđa      | hrđa                    |

В боснийском языке фонемы /x/ и /ɛf/ сохранились во многих словах под влиянием турецкого и арабского языков. Более того, в некоторых заимствованных словах, которые не содержали этих фонем, они появились. Сегодня такие слова зафиксированы нормами боснийского языка:
| Русский  | Боснийский         | Сербский | Хорватский |
| -------- | ------------------ | -------- | ---------- |
| легко    | lahko / lako       | lako     | lako       |
| мягко    | mehko / meko       | meko     | meko       |
| кофе     | kahva /kafa        | kafa     | kava       |
| бальзам  | mehlem / melem     | melem    | melem      |
| простыня | čaršaf / čaršav    | čaršav   | plahta     |
| клетка   | kafez / kavez      | kavez    | kavez      |
| гнить    | truhnuti / trunuti | trunuti  | trunuti    |
| изъян    | mahana / mana      | mana     | mana       |
| платок   | mahrama / marama   | marama   | marama     |

Другие различия в произношении и морфологии сведены в следующей таблице. Для удобства в ней использован иекавский говор, который является нормативным во всех трёх языках.
| Русский           | Сербский (иекавский)     | Боснийский             | Хорватский      |
| ----------------- | ------------------------ | ---------------------- | --------------- |
| точка             | tačka                    | tačka                  | točka           |
| точно             | tačno                    | tačno                  | točno           |
| район             | opština                  | općina                 | općina          |
| священник         | sveštenik/svještenik     | svećenik               | svećenik        |
| студент           | student                  | student                | student         |
| студентка         | studentkinja/studentica  | studentica             | studentica      |
| профессор         | profesor                 | profesor               | profesor        |
| женщина профессор | profesorka/profesorica   | profesorica            | profesorica     |
| учёный            | naučnik/učeni            | naučnik                | znanstvenik     |
| переводчик        | prevodilac               | prevodilac/prevoditelj | prevoditelj     |
| читатель          | čitalac/čitatelj         | čitalac/čitatelj       | čitatelj        |
| Но:               |                          |                        |                 |
| собрание          | skupština                | skupština              | skupština       |
| мыслитель         | mislilac                 | mislilac               | mislilac        |
| водолаз           | ronilac                  | ronilac                | ronilac         |
| учитель           | učitelj                  | učitelj                | učitelj         |
| писатель          | pisac/spisatelj          | pisac/spisatelj        | pisac/spisatelj |
| писательница      | spisateljica/spisateljka | spisateljica           | spisateljica    |

### Интернационализмы
Передача многих интернационализмов в стандартных языках различается.
| Русский       | Сербский     | Боснийский                | Хорватский   |
| ------------- | ------------ | ------------------------- | ------------ |
| организовать  | организовати | organizirati organizovati | organizirati |
| строить       | конструисати | konstruirati konstruisati | konstruirati |
| Но:           |              |                           |              |
| анализировать | анализирати  | analizirati               | analizirati  |

(сравните с немецкими глаголами organisieren,  konstruieren, analysieren)
Многие современные интернационализмы проникли в боснийский и хорватский языки через немецкий и итальянский языки, а в сербский — через французский и русский. Ряд греческих слов был заимствован сербским языком непосредственно, а хорватским — через латынь.
| Русский    | Сербский         | Боснийский              | Хорватский        | Примечания                                                                               |
| ---------- | ---------------- | ----------------------- | ----------------- | ---------------------------------------------------------------------------------------- |
| Армения    | Јерменија        | Armenija                | Armenija          | Через латынь и венетский язык в хорватском, через греческий в сербском.                  |
| Афины      | Атина            | Atina                   | Atena             | Через латынь и венетский язык в хорватском, через греческий в сербском.                  |
| Вифлеем    | Витлејем         | Betlehem                | Betlehem          | Через латынь и венетский язык в хорватском, через греческий в сербском.                  |
| Крит       | Крит             | Krit                    | Kreta             | Через латынь и венетский язык в хорватском, через греческий в сербском.                  |
| Кипр       | Кипар            | Kipar                   | Cipar             | Через латынь и венетский язык в хорватском, через греческий в сербском.                  |
| Европа     | Европа           | Evropa                  | Europa            | Через латынь и венетский язык в хорватском, через греческий в сербском.                  |
| Иерусалим  | Јерусалим        | Jerusalim               | Jeruzalem         | Через латынь и венетский язык в хорватском, через греческий в сербском.                  |
| Латвия     | Летонија/Латвија | Latvija                 | Latvija           | Через латынь и венетский язык в хорватском, через греческий в сербском.                  |
| Литва      | Литванија        | Litvanija               | Litva             | Через латынь и венетский язык в хорватском, через греческий в сербском.                  |
| Португалия | Португалија      | Portugalija             | Portugal          | Через латынь и венетский язык в хорватском, через греческий в сербском.                  |
| Румыния    | Румунија         | Rumunija                | Rumunjska         | Через латынь и венетский язык в хорватском, через греческий в сербском.                  |
| Испания    | Шпанија          | Španija                 | Španjolska        | Через латынь и венетский язык в хорватском, через греческий в сербском.                  |
| хлор       | хлор             | hlor                    | klor              |                                                                                          |
| дипломатия | дипломатија      | diplomatija/diplomacija | diplomacija       |                                                                                          |
| импеданс   | импеданса        | impedansa               | impedanca         | Французское слово impédance, заимствовано в хорватском через итальянский (ср. impedenza) |
| Но:        |                  |                         |                   |                                                                                          |
| лицензия   | лиценца          | licenca                 | licenca/licenzija | Через латынь во всех трёх случаях                                                        |
| тенденция  | тенденција       | tendencija              | tendencija        | Через латынь во всех трёх случаях                                                        |

Различия имеются также в названиях большинства химических элементов. Международные названия элементов в сербском оканчиваются на -ijum/-ијум, a в боснийском и хорватском оканчиваются — на -ij, а (uranijum-uranij).
В сербских названиях отдаётся предпочтение суффиксу -(o)nik/-(о)ник, а в хорватских — суффиксу -ik (kiseonik-kisik кислород, vodonik-vodik водород). В боснийском допустимыми считаются оба варианта.
Названия многих элементов совершенно разные (azot-dušik азот, kalaj-kositar олово). Некоторые элементы имеют одинаковые названия: srebro (серебро), zlato (золото), bakar (медь).
У некоторых заимствованных слов различается род:
| Русский    | Сербский   | Хорватский | Боснийский |
| ---------- | ---------- | ---------- | ---------- |
| минута     | минут(а)   | minuta     | minuta     |
| секунда    | секунд(а)  | sekunda    | sekunda    |
| Но:        |            |            |            |
| планета    | планета    | planet     | planeta    |
| комета     | комета     | komet      | kometa     |
| территория | територија | teritorij  | teritorija |
| мистерия   | мистерија  | misterij   | misterija  |

### Местоимения
| Русский                    | Сербский и боснийский                             | Хорватский              |
| -------------------------- | ------------------------------------------------- | ----------------------- |
| Что он сказал?             | Šta je rekao? / Шта је рекао                      | Što je rekao?           |
| Спроси, что он сказал.     | Pitaj ga šta je rekao. / Питај га шта је рекао    | Pitaj ga što je rekao.  |
| То, что он сказал, — ложь. | To što je rekao je laž. / То што је рекао је лаж. | To što je rekao je laž. |

Это различие наблюдается только в именительном и винительном падежах. В остальных падежах формы što и šta совпадают. čega/чега, čemu/чему и т. д.
Но в разговорном хорватском языке форма šta нередко употребляется.
Из трёх локативных местоимений (gd(j)e, kuda и kamo) в сербском языке предпочтение отдаётся первым двум:
| Русский                       | Сербский (иекавский) и боснийский | Хорватский     |
| ----------------------------- | --------------------------------- | -------------- |
| Где ты будешь?                | Gdje ćeš biti?/Гдје ћеш бити?     | Gdje ćeš biti? |
| Куда ты пойдёшь?              | Gdje ćeš ići?/Гдје ћеш ићи?       | Kamo ćeš ići?  |
| Каким путём (как) ты пойдёшь? | Kuda ćeš ići?/Куда ћеш ићи?       | Kuda ćeš ići?  |

### Синтаксис

#### Конструкции с модальными глаголами
В хорватском языке норма требует употребления инфинитива после модальных глаголов ht(j)eti (хотеть), moći (мочь) и других. В сербском языке предпочтение отдаётся конструкции da/да (что/чтобы) + глагол в форме настоящего времени. Употребление такой формы сослагательного наклонения может быть связано с влиянием балканского языкового союза, так как она встречается также и в болгарском языке. Однако в сербском и боснийском языке допустимы обе формы, но первая из них чаще употребляется на письме, а вторая — в устной речи.
Таким образом, предложение «Я хочу это сделать» может быть образовано следующими конструкциями:
- Hoću to da uradim./Хоћу то да урадим
- Hoću to uraditi./Хоћу то урадити

Ср. болгарское Искам да го направя.
С другой стороны, парадигма образования будущего времени одинакова для всех языков. Усечённая форма глагола «ht(j)eti» → «ću»/«ćeš»/… служит вспомогательным глаголом и требует после себя инфинитива:
- Ja ću to uraditi./Ја ћу то урадити — Я сделаю это.

Использование сослагательного наклонения добавляет фразе новый оттенок значения и указывает на то, что субъект намерен совершить определённое действие.
- Ja ću to da uradim./Ја ћу то да урадим — Я бы хотел это сделать.

Такая конструкция чаще используется в Сербии и Боснии, причём во многих говорах Сербии её стилистические отличия от основной формы будущего времени могут быть совершенно незаметными. Сербские лингвисты считают злоупотребление конструкцией da+настоящее время германизмом.
В Хорватии для выражения намерения чаще используется другая конструкция:
- Ja hoću to uraditi. — Я бы хотел это сделать.
- Želim to učiniti — Я бы хотел это сделать. (более употребительный вариант)

#### Вопросительные конструкции
В вопросительных и относительных конструкциях хорватского языка используется вопросительная частица li, которая ставится после глагола. В сербском языке параллельно используется конструкция da li, которая ставится в начале предложения.
- Možeš li?/Можеш ли и Da li možeš?/Да ли можеш? — Ты можешь? (обе конструкции приемлемы в сербском варианте)
- Možeš li? — Ты можешь? (хорватский вариант)
- Je li moguće?/Је ли могуће и Da li je moguće?/Да ли је могуће — Это возможно? (сербский вариант)
- Je li moguće?(хорватский вариант)

В итоге русское предложение «Я хочу знать, начну ли работать» чаще всего будет звучать в разговорном варианте так:
- ''Želim da znam hoću li početi da radim./Желим да знам хоћу ли поћети да радим (разговорный сербский)
- Želim znati hoću li početi raditi. (разговорный хорватский)

Также может иметь место множество промежуточных конструкций, употребление которых будет определяться диалектом, идиолектом или даже настроением говорящего.

#### Глагол «trebati»/«требати»
В книжном хорватском языке глагол trebati (нуждаться) является переходным, подобно английскому глаголу need. В сербском и боснийском языках этот глагол является безличным, подобно французскому il faut. Он требует дополнения в дательном падеже. В Хорватии эта конструкция тоже используется, но преимущественно в разговорной речи.
| Сербский и боснийский                 | Хорватский         | Русский             |
| ------------------------------------- | ------------------ | ------------------- |
| Petru treba novac./Петру треба новац. | Petar treba novac. | Петру нужны деньги. |
| Ne trebam ti./Не требам ти.           | Ne trebaš me.      | Я тебе не нужен.    |
| Treba da radim./Треба да радим.       | Trebam raditi.     | Мне нужно работать. |

### Лексика
Самые большие различия в литературных языках бывшей Югославии касаются словаря. Большая часть этих слов понятна на всей территории. Но, в то время, как в одной стране данное слово является нормативным, в другой оно может считаться архаичным, диалектным, чужеродным или просто редко употребительным. Использование тех или иных слов чаще определяется не этнической принадлежностью, а страной проживания носителя. Например, боснийские сербы употребляют слова mrkva и hlače чаще, чем šargarepa и pantalone.
| Русский          | Сербский             | Хорватский           | Боснийский         |
| ---------------- | -------------------- | -------------------- | ------------------ |
| тысяча           | хиљада               | tisuća               | hiljada            |
| январь           | јануар               | siječanj             | januar             |
| фабрика          | фабрика              | tvornica             | fabrika/tvornica   |
| рис              | пиринач/рижа/ориз    | riža                 | riža               |
| морковь          | шаргарепа/мрква      | mrkva                | mrkva              |
| штаны            | панталоне            | hlače                | hlače/pantalone    |
| музыка           | музика               | glazba/muzika        | muzika             |
| библиотека       | библиотека           | knjižnica/biblioteka | biblioteka         |
| хлеб             | хлеб/хљеб/крух       | kruh                 | hljeb/kruh         |
| тысячелетие      | миленијум            | tisućljeće/milenij   | milenijum          |
| столетие         | в(иј)ек/стол(ј)еће   | stoljeće             | vijek/stoljeće     |
| шпинат           | спанаћ               | špinat               | špinat             |
| футбол           | фудбал               | nogomet              | fudbal¹/nogomet    |
| поезд            | воз                  | vlak                 | voz                |
| волна            | талас/вал            | val                  | val/talas          |
| лицо, человек    | лице/особа           | osoba                | osoba              |
| невежливый       | неваспитан/неодгојен | neodgojen            | neodgojen          |
| собственный      | сопствени/властити   | osobni/vlastiti      | vlastiti/sopstveni |
| дорога           | пут/друм/цеста       | cesta/put            | put/cesta          |
| дорожная пошлина | путарина/друмарина   | cestarina            | putarina           |
| но:              |                      |                      |                    |
| папа             | тата                 | tata                 | tata/babo          |
| томат            | парадајз             | rajčica              | paradajz           |

1 Боснийские лингвисты утверждают, что слово «nogomet» употребляется в боснийском языке, но слово «fudbal» по-прежнему остаётся употребительным и употребляется в названиях футбольных клубов (FK Sarajevo, FK Velež и другие). Конструкция, схожая с «nogomet» есть и в русском языке — «ногомяч», но она используется исключительно в юмористическом ключе.
| Русский    | Сербский      | Хорватский | Боснийский            |
| ---------- | ------------- | ---------- | --------------------- |
| принимать  | прихватати    | prihvaćati | prihvaćati/prihvatati |
| счастливый | срећан/сретан | sretan     | sretan                |
| понять     | схватати      | shvaćati   | shvaćati/shvatati     |
| Но:        |               |            |                       |
| схватывать | хватати       | hvatati    | hvatati               |

Следует помнить, что очень немногие слова имеют различные значения в разных языках Западных Балкан. Например, глагол ličiti/личити в сербском и боснийском означает выглядеть и соответствует хорватскому sličiti, а хорватский глагол ličiti переводится как красить.
Слово bilo в икавском говоре переводится как белое, в хорватском — как пульс, и во всех четырёх официальных языках как глагол «было». При этом звучат эти слова по-разному благодаря разным тональным ударениям (bîlo или bílo = белое, bı̏lo = пульс, bílo = было).
В сербском и боснийском языках слово izvanredan/изванредан (необычный) употребляется в узком значении и только с положительной коннотацией (превосходящий ожидания, отличный), для выражения негативной коннотации используется слово vanredan/ванредан (необычный, чрезвычайный). В хорватском же в обоих значениях употребляется слово izvanredan.
Как правило, нормативный боснийский язык допускает использование всех подобных слов во имя обогащения языка. Составители боснийских словарей принимают решения о включении того или иного слова в словарь, основываясь на лексике в произведениях боснийских писателей.

#### Названия месяцев
В хорватском языке употребляются традиционные славянские названия месяцев, в сербском и боснийском — общеевропейские. Славянские названия месяцев изредка используются и в Боснии.
| Русский  | Хорватский | Сербский  | Боснийский |
| -------- | ---------- | --------- | ---------- |
| Январь   | siječanj   | јануар    | januar     |
| Февраль  | veljača    | фебруар   | februar    |
| Март     | ožujak     | март      | mart       |
| Апрель   | travanj    | април     | april      |
| Май      | svibanj    | мај       | maj        |
| Июнь     | lipanj     | јун/јуни  | juni       |
| Июль     | srpanj     | јул/јули  | juli       |
| Август   | kolovoz    | август    | august     |
| Сентябрь | rujan      | септембар | septembar  |
| Октябрь  | listopad   | октобар   | oktobar    |
| Ноябрь   | studeni    | новембар  | novembar   |
| Декабрь  | prosinac   | децембар  | decembar   |

Хотя в Хорватии употребляются исключительно славянские названия месяцев, хорваты понимают общеевропейские названия месяцев и используют их в устоявшихся конструкциях типа Prvi Maj, Prvi April или Oktobarska revolucija.
В разговорной речи жителей Хорватии и западной Боснии месяцы часто называют с помощью порядковых числительных. Например, фраза peti mjesec означает «май», а sedmi peti — «седьмое мая».

## Другие различия
- Внутри каждой республики бывшей Югославии произношение и словарный запас носителей языка может разительно различаться. Для каждой местности этого региона характерен особый акцент и/или лексический набор. Особенно яркими могут быть региональные особенности разговорной лексики, которые не фиксируются официальными стандартами.
- Внутри каждой страны различия между говорами ярче, чем различия между литературными нормами, установленными в разных государствах и опирающимися на неоштокавский диалект. Этот факт часто используется как аргумент в пользу того, что жители Сербии, Боснии, Хорватии и Черногории на самом деле говорят на одном языке. Филолог Павле Ивич указывает на причину близости литературных языков Западных Балкан: за пятьсот лет турецкого господства народные массы этих земель активно мигрировали, и это способствовало сближению местных диалектов.
- Когда сербы, хорваты и боснийцы общаются друг с другом, они свободно понимают собеседника, подобно тому как друг друга понимают британцы и американцы.
- Даже во времена единой Югославии издатели подстраивали текст под «восточный» и «западный» стандарты сербохорватского языка, особенно при переводе научных трудов. Например, труд Юнга «Психология и алхимия» был переведён на хорватский в 1986 году и адаптирован к сербской научной терминологии в конце девяностых годов. У Иво Андрича возникали конфликты с хорватскими издателями, которые правили его синтаксис. Со временем он смог добиться запрета на такие действия.

## Образцы языков
Представленные ниже отрывки из первых шести статей Всеобщей декларации прав человека — это тексты, переведённые «насколько возможно дословно». Они помогают понять, насколько важны описанные в статье различия между языками в связном тексте.
| Русский | Сербский | Хорватский | Боснийский |
| --- | --- | --- | --- |
| Всеобщая декларация прав человека | Општа декларација о правима чов(ј)ека | Opća deklaracija o pravima čovjeka | Opća deklaracija o pravima čovjeka |
| Статья 1. Все люди рождаются свободными и равными в своём достоинстве и правах. Они наделены разумом и совестью и должны поступать в отношении друг друга в духе братства. | Члан 1. Сва људска бића рађају се слободна и једнака у достојанству и правима. Она су обдарена разумом и св(ј)ешћу и треба једни према другима да поступају у духу братства. | Članak 1. Sva ljudska bića rađaju se slobodna i jednaka u dostojanstvu i pravima. Ona su obdarena razumom i sviješću i treba da jedno prema drugome postupaju u duhu bratstva. | Član 1. Sva ljudska bića rađaju se slobodna i jednaka u dostojanstvu i pravima. Ona su obdarena razumom i sviješću i treba da jedni prema drugima postupaju u duhu bratstva. |
| Статья 2. Каждый человек должен обладать всеми правами и всеми свободами, провозглашёнными настоящей Декларацией, без какого бы то ни было различия, как-то в отношении расы, цвета кожи, пола, языка, религии, политических или иных убеждений, национального или социального происхождения, имущественного, сословного или иного положения. Кроме того, не должно проводиться никакого различия на основе политического, правового или международного статуса страны или территории, к которой человек принадлежит, независимо от того, является ли эта территория независимой, подопечной, несамоуправляющейся или как-либо иначе ограниченной в своём суверенитете. | Члан 2. Сваком припадају сва права и слободе проглашене у овој Декларацији без икаквих разлика у погледу расе, боје, пола, језика, в(ј)ероисповести, политичког или другог мишљења, националног или друштвеног пор(иј)екла, имовине, рођења или других околности. Даље, неће се правити никаква разлика на основу политичког, правног или међународног статуса земље или територије којој неко лице припада, било да је она независна, под старатељством, н(ј)есамоуправна, или да јој је сувереност на ма који други начин ограничена. | Članak 2. Svakome su dostupna sva prava i slobode navedene u ovoj Deklaraciji bez razlike bilo koje vrste, kao što su rasa, boja, spol, jezik, vjera, političko ili drugo mišljenje, nacionalno ili društveno porijeklo, imovina, rođenje ili drugi pravni položaj. Nadalje, ne smije se činiti bilo kakva razlika na osnovi političkog, pravnog ili međunarodnog položaja zemlje ili područja kojima neka osoba pripada, bilo da je to područje neovisno, pod starateljstvom, nesamoupravno, ili da se nalazi ma pod kojima drugim ograničenjima suverenosti. | Član 2. Svakome pripadaju sva prava i slobode proglašene u ovoj deklaraciji bez ikakve razlike, kao što su rasa, boja, pol, jezik, vjera, političko ili drugo mišljenje, nacionalno ili društveno porijeklo, imovina, rođenje ili druge okolnosti. Dalje, ne smije se činiti bilo kakva razlika na osnovu političkog, pravnog ili međunarodnog položaja zemlje ili područja kojima neko lice pripada, bilo da je ovo područje nezavisno, pod starateljstvom, nesamoupravno, ili da se nalazi ma pod kojim drugim ograničenjima suvjerenosti. |
| Статья 3. Каждый человек имеет право на жизнь, на свободу и на личную неприкосновенность. | Члан 3. Свако има право на живот, слободу и безб(ј)едност личности. | Članak 3. Svatko ima pravo na život, slobodu i osobnu sigurnost. | Član 3. Svako ima pravo na život, slobodu i ličnu sigurnost. |
| Статья 4. Никто не должен содержаться в рабстве или в подневольном состоянии; рабство и работорговля запрещаются во всех их видах. | Члан 4. Нико се не см(иј)e држати у ропству или потчињености: ропство и трговина робљем забрањени су у свим облицима. | Članak 4. Nitko ne smije biti držan u ropstvu ili ropskom odnosu; ropstvo i trgovina robljem zabranjuju se u svim svojim oblicima. | Član 4. Niko se ne smije držati u ropstvu ili ropskom odnosu; ropstvo i trgovina robljem zabranjeni su u svim njihovim oblicima/formama. |
| Статья 5. Никто не должен подвергаться пыткам или жестоким, бесчеловечным или унижающим его достоинство обращению и наказанию. | Члан 5. Нико не см(иј)e бити подвргнут мучењу или свирепом, нечов(иј)eчном или понижавајућем поступку или казни. | Članak 5. Nitko ne smije biti podvrgnut mučenju ili okrutnom, nečovječnom ili ponižavajućem postupku ili kažnjavanju. | Član 5. Niko se ne smije podvrgnuti mučenju ili okrutnom, nečovječnom ili ponižavajućem postupku ili kažnjavanju. |
| Статья 6. Каждый человек, где бы он ни находился, имеет право на признание его правосубъектности. | Члан 6. Свако има право да свуда буде признат као правни субјект. | Članak 6. Svatko ima pravo da se svagdje pred zakonom priznaje kao osoba. | Član 6. Svako ima pravo da se svagdje pred zakonom priznaje kao osoba/Svako ima pravo da svuda bude priznat kao pravni subjekt. |